# Ulica Wybrzeże Gdyńskie w Warszawie
Ulica Wybrzeże Gdyńskie – ulica w dzielnicach Żoliborz, Śródmieście i Bielany w Warszawie, biegnąca wzdłuż lewego brzegu Wisły, część Wisłostrady.

## Opis
Ulica została przeprowadzona w latach 1935–1938 od mostu przy Cytadeli do ul. Krasińskiego.
Po II wojnie światowej ulicę poszerzono i przedłużono na północ. W latach 1972–1975 stała się częścią Wisłostrady i została przedłużona estakadą do ul. Pułkowej.
Fragment trasy europejskiej E77 i drogi krajowej nr 7.

## Ważniejsze obiekty
- Cytadela Warszawska
- Park Fosa i Stoki Cytadeli
- Klub Sportowy Spójnia Warszawa
- Osiedle Kępa Potocka
- Centrum Olimpijskie
- Muzeum Sportu i Turystyki
- Rezerwat przyrody Las Bielański